# Austrolimnophila harperi
Austrolimnophila harperi là một loài ruồi trong họ Limoniidae. Loài này được phát hiện ở Chúng phân bố ở miền Cổ bắc và miền Tân bắc.